# 에린 다크
에린 콘스탄스 마자 다크(Erin Constance-Maja Darke, 1984년 9월 10일 ~ )는 미국의 배우이다.

## 영화
- 케빈에 대하여
- 영 어덜트
- 2 데이즈 인 뉴욕
- 디스커넥트
- 킬 유어 달링
- 드래프트 데이
- 더 드롭
- 스틸 앨리스
- 땡큐 포 유어 서비스

## 텔레비전
- 팬 암
- 걸스
- 포에버
- 배틀 크리크
- 굿 걸스 리볼트
- 홈랜드
- 더 마블러스 미세스 메이즐
- 라우디스트 보이스